# Golama Czinka
Golama Czinka (bułg. Голяма Чинка) – wieś w Bułgarii, w obwodzie Kyrdżali, w gminie Krumowgrad. W 2024 roku liczyła 307 mieszkańców.